# Typhlonesticus
Typhlonesticus is een spinnengeslacht uit de familie holenspinnen (Nesticidae).

## Soorten
- Typhlonesticus absoloni (Kratochvíl, 1933)